# إدر إي. أورتيز أورتيز
إدر إي. أورتيز أورتيز هو سياسي أمريكي، ولد في 18 أبريل 1969. نشط حزبياً في Popular Democratic Party (Puerto Rico) ‏. وقد انتخب عضو مجلس بويرتو ريكو ‏.